# 太平镇 (会理市)
太平镇，是中华人民共和国四川省凉山彝族自治州会理市下辖的一个乡镇级行政单位。

## 行政区划
太平镇下辖以下地区：
太平村、沙坪村、双马村、大村、樟木村、尖山村、小村、大河村和老厂村。